# Craig Berkey

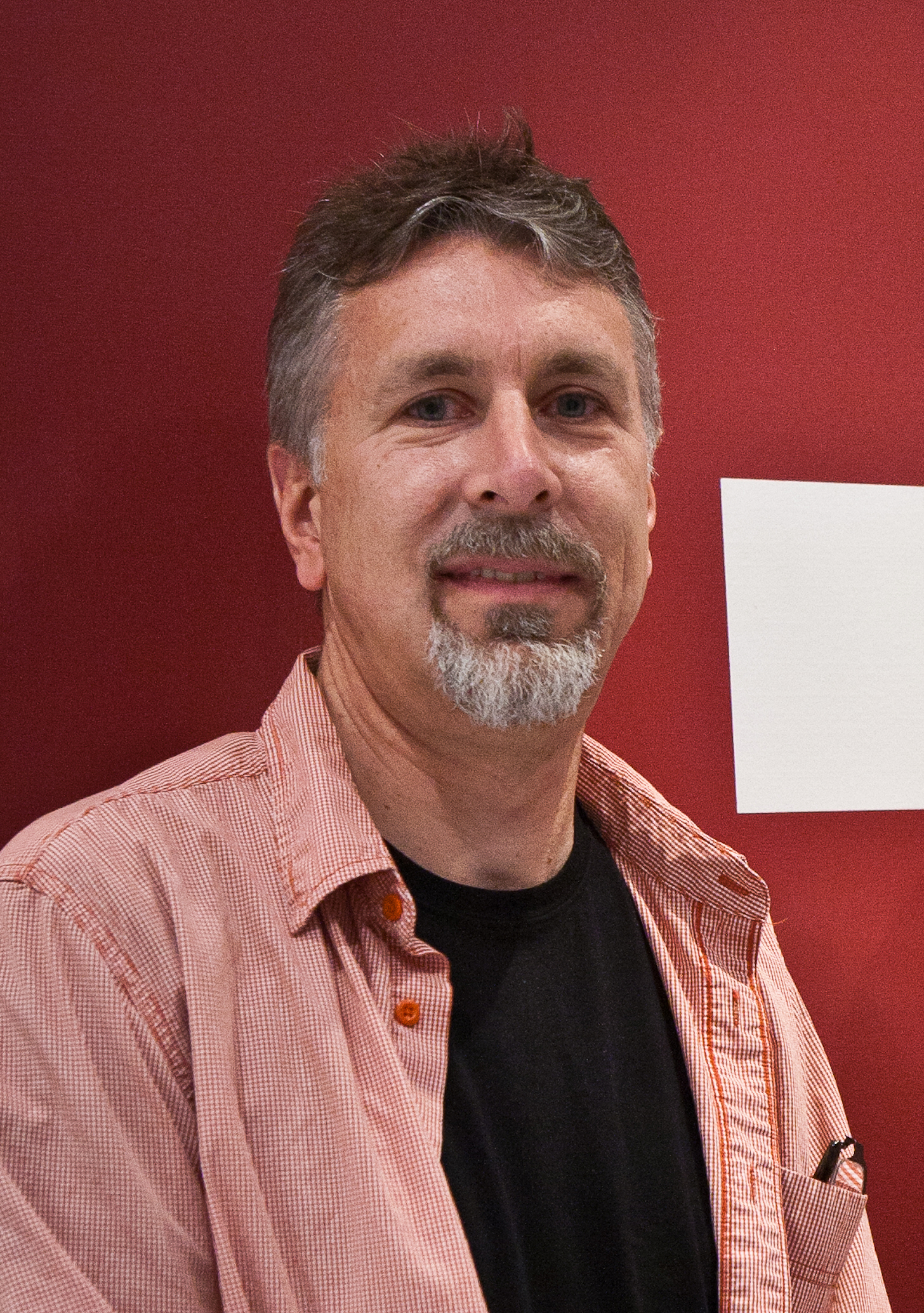
Craig Berkey 2011

Craig Berkey (* 18. Juni 1962 in Burnaby, British Columbia, Kanada) ist ein kanadischer Toningenieur und Tonmeister. Seit 1990 wirkte er an über 180 Filmen mit und war dreimal für den Oscar nominiert.

## Leben
Berkley schloss die High School ab und jobbte eine Zeitlang als klassischer Gitarrenlehrer und spielte in einer Rockband.  Anschließend arbeitete er für die kanadische Telefongesellschaft BC Tel. Diesen Job gab er schließlich auf, um an der Columbia Academy Broadcasting School Sound Design zu studieren. Schon während seines Studiums unterrichtete er dort. Sein Debüt als Toningenieur hatte er bei einer Episode der Fernsehserie Mom P.I.  Seit dieser Zeit hat er an mehr als 150 Filmen mitgewirkt. Für seine Arbeit an den Filmen True Grit und No Country for Old Men wurde er insgesamt dreimal für den Oscar nominiert. Er gewann für diese Filme je einen C.A.S. Award der Cinema Audio Society Awards. Für seine Mitarbeit an der Zeichentrickserie Spawn bekam er zweimal den Golden Reel Award der Motion Picture Sound Editors. Eines seiner größten Projekte war das Filmdrama The Tree of Life, an dem er zwei Jahre arbeitete.

## Filmografie (Auswahl)
- 1991: Marine Fighter
- 1993: Full Eclipse
- 1994: Hercules
- 1995: Darkman II – Durants Rückkehr
- 1996: Last Man Standing
- 1997: Alien – Die Wiedergeburt
- 1997–1998: Spawn (Zeichentrickserie)
- 1999: Sleepy Hollow
- 2000: X-Men
- 2002: Ice Age
- 2003: X-Men 2
- 2004: I, Robot
- 2006: Superman Returns
- 2007: No Country for Old Men
- 2007: I Am Legend
- 2007: Transformers
- 2010: True Grit
- 2011: Wer ist Hanna?
- 2011: The Tree of Life

## Auszeichnungen und Nominierungen

### Auszeichnungen
- 2011: C.A.S. Award: Outstanding Achievement in Sound Mixing for Motion Pictures für True Grit
- 2008: C.A.S. Award: Outstanding Achievement in Sound Mixing for Motion Pictures für No Country for Old Men
- 1999: Golden Reel Award: Best Sound Editing - Television Animated Series - Sound für Spawn
- 1998: Golden Reel Award: Best Sound Editing - Television Animated Series für Spawn

### Nominierungen
- 2012:  C.A.S. Award: Outstanding Achievement in Sound Mixing for Motion Pictures für Wer ist Hanna?
- 2011: Oscarverleihung 2011: Bester Ton und Bester Tonschnitt für True Grit
- 2011: British Academy Film Awards 2011: Bester Ton für True Grit
- 2008: Oscarverleihung 2008: Bester Ton für No Country for Old Men
- 2008: British Academy Film Awards 2008: Bester Ton für  No Country for Old Men
- 2008: Golden Reel Award: Best Sound Editing - Dialogue and ADR for Feature Film und Best Sound Editing - Sound Effects and Foley for Feature Film für No Country for Old Men
- 2008: Golden Reel Award: Best Sound Editing - Sound Effects and Foley for Feature Film für I Am Legend
- 2008: Golden Reel Award: Best Sound Editing - Sound Effects and Foley for Feature Film für Transformers
- 2007: Golden Reel Award: Best Sound Editing in Sound Effects and Foley for a Feature Film für Superman Returns
- 2005: Golden Reel Award: Best Sound Editing in Domestic Features - Sound Effects & Foley und Best Sound Editing in Domestic Features - Sound Effects & Foley für I, Robot
- 2004: Golden Reel Award: Best Sound Editing in Domestic Features - Dialogue & ADR für X-Men 2
- 2003: Golden Reel Award: Best Sound Editing in Animated Features für Ice Age
- 2001: Golden Reel Award: Best Sound Editing - Sound Effects & Foley, Domestic Feature Film für X-Men
- 2000: Golden Reel Award: Best Sound Editing - Effects & Foley für Sleepy Hollow